# BKK Freudenberg
Die BKK Freudenberg ist eine deutsche gesetzliche Krankenversicherung aus der Gruppe der Betriebskrankenkassen. Ihren Ursprung hat die Kasse im Unternehmen Freudenberg.
Sie bietet Mitgliedschaften in Baden-Württemberg, Bayern, Berlin, Hessen, Niedersachsen, Nordrhein-Westfalen, Rheinland-Pfalz und Sachsen an.

## Geschichte
Carl Johann Freudenberg gründete 1874 freiwillig einen Krankenkassenverein für seine Mitarbeiter, aus dem sich später die BKK Freudenberg entwickelte. Seit der Verabschiedung des Krankenversicherungsgesetzes am 1. Dezember 1884 ist der Krankenkassenverein eine gesetzliche Krankenkasse.

## Organisation
Die BKK Freudenberg ist eine Körperschaft des öffentlichen Rechts mit Selbstverwaltung. Das Selbstverwaltungsorgan ist der Verwaltungsrat. Der Verwaltungsrat besteht aus Arbeitgeber- und Arbeitnehmervertretern. Bei der öffentlichen konstituierenden Sitzung wurden aus dem Kreis der Verwaltungsratsmitglieder die alternierenden Vorsitzenden gewählt. Diese sind ab 20. Juli 2023 im jährlichen Wechsel Herr Volker Dusberger (Versichertenvertreter) und Herr Andreas Kurch (Arbeitgebervertreter). Der Vorstand verwaltet die BKK Freudenberg und vertritt diese gerichtlich und außergerichtlich. Vorstand der BKK Freudenberg ist Helmut Heller.